# Pseudoterranova bulbosa
Pseudoterranova bulbosa is een rondwormensoort uit de familie van de Anisakidae. De wetenschappelijke naam van de soort is voor het eerst geldig gepubliceerd in 1888 door Cobb.